# Ashley Benson (aktorka)

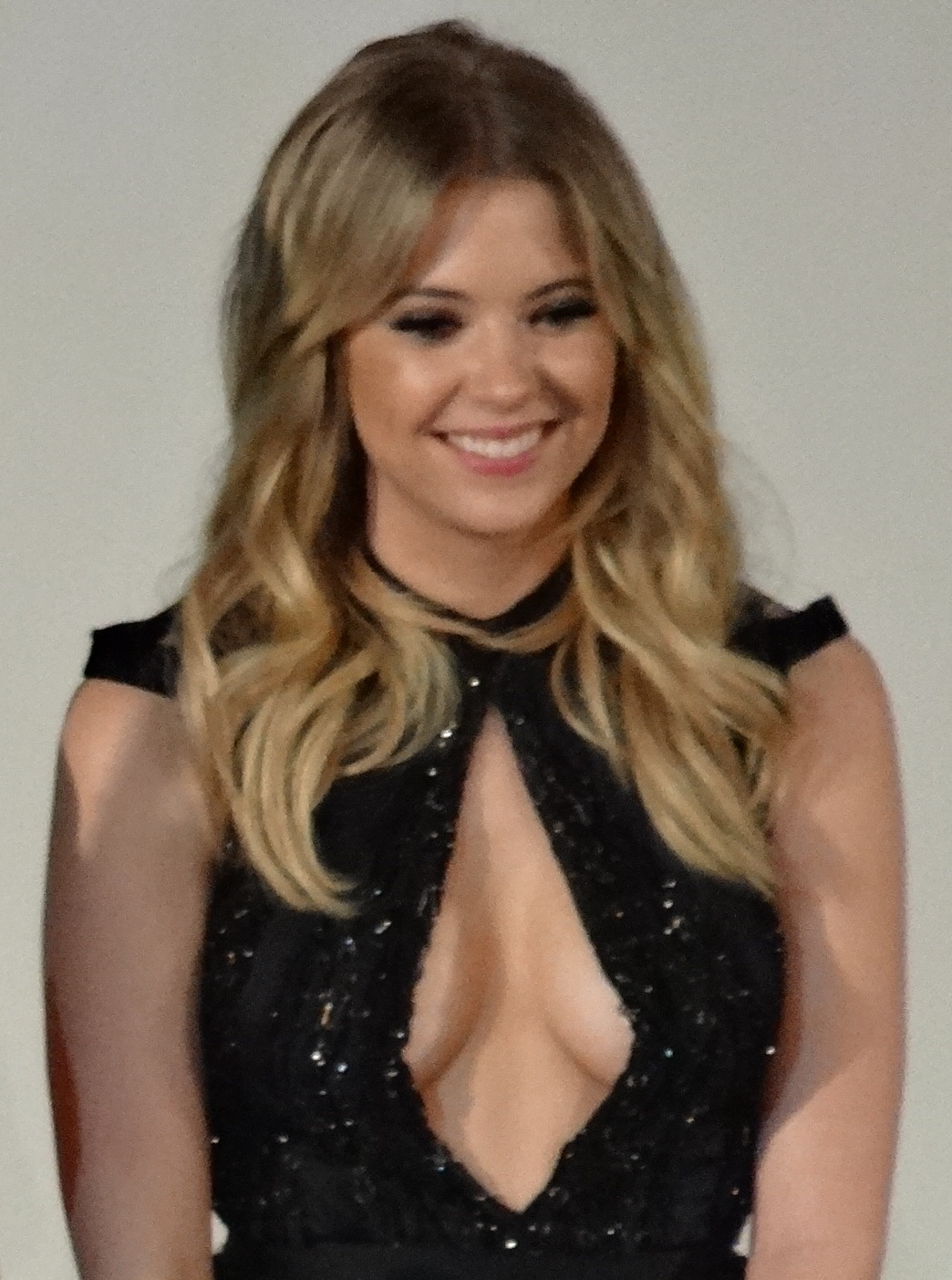
Ashley Benson (2013)

Ashley Victoria Benson (ur. 18 grudnia 1989 w Kalifornii) – amerykańska aktorka.

## Życiorys
Grała wiele epizodów w serialach telewizyjnych np. w Bez pardonu, Życie na fali, Zoey 101, Prezydencki poker, Życie przede wszystkim. W 2005 roku zagrała w filmie kinowym Dziś 13, jutro 30. Popularność przyniosła jej rola Hanny Marin w młodzieżowym serialu Słodkie kłamstewka.
Benson pojawiła się w teledysku Lil’ Romeo & Solange – True Love. Pracuje także jako modelka. W sesji do magazynu Vogue Magazine, pozowała z Britney Spears. W czerwcu 2014 została twarzą marki H&M Divided.

## Filmografia

### Filmy fabularne
- 2004: Dziś 13, jutro 30 (13 Going on 30) – jako Six Chick
- 2005: Neighbours – jako Mindy
- 2007: Dziewczyny z drużyny 4 (Bring It On: In It To Win It) – jako Carson
- 2008: Pięć dziewczyn z Teksasu (Fab Five: The Texas Cheerleader Scandal) – jako Brooke Tippit
- 2008: Bart Got a Room – jako Alice
- 2013: Spring Breakers – jako Brit
- 2015: Piksele (Pixels) – jako lady Lisa
- 2015: Ratter – jako Emma
- 2016: Chronically Metropolitan jako Jessie
- 2018: Her Smell jako Roxie Rotten
- 2021: The Birthday Cake jako Tracey
- 2022: 18 & Over jako Vicky
- 2022: Private Property jako Kathryn

### Seriale telewizyjne
- 2002: Prezydencki poker (The West Wing) – jako dziewczyna (gościnnie)
- 2002: Bez pardonu (The District) – jako Melissa Howell (gościnnie)
- 2002: Nikki – jako tancerka (gościnnie)
- 2004-2007: Dni naszego życia (Days of Our Lives) – jako Abigail Deveraux
- 2004: Życie przede wszystkim (Strong Medicine) – jako April (gościnnie)
- 2005: Siódme niebo (7th Heaven) – jako Margot (2 odcinki)
- 2005: Zoey 101 (Zoey 101) – jako Candice (gościnnie)
- 2006: Życie na fali (The O.C.) – jako Riley (gościnnie)
- 2008: Nie z tego świata (Supernatural) – jako Tracy Davis (gościnnie)
- 2008: CSI: Kryminalne zagadki Miami (CSI: Miami) – jako Amy Beck (gościnnie)
- 2009–2010: Eastwick – jako Mia Torcoletti (13 odcinków)
- 2010-2017: Słodkie kłamstewka (Pretty Little Liars) – jako Hanna Marin
- 2012: Jak poznałem waszą matkę (How I Met Your Mother) – jako Carly, siostra Barneya
- 2013–2014: Ravenswood – jako Hanna Marin

## Nagrody i nominacje
| Rok  | Nagroda         | Kategoria                                           | Film lub serial    | Wynik     |
| ---- | --------------- | --------------------------------------------------- | ------------------ | --------- |
| 2014 | Teen Choice     | Telewizyjna aktorka lata                            | Słodkie kłamstewka | wygrana   |
| 2014 | Złoty Popcorn   | Najlepszy pocałunek (Vanessa Hudgens, James Franco) | Spring Breakers    | nominacja |
| 2015 | People’s Choice | Ulubiona aktorka w telewizji kablowej               | Słodkie kłamstewka | nominacja |
| 2016 | Teen Choice     | Najlepsza „chemia” (Tyler Blackburn)                | Słodkie kłamstewka | wygrana   |